# Pitzenberg
Pitzenberg  ist eine Gemeinde in Oberösterreich im Bezirk Vöcklabruck  im Hausruckviertel mit 578 Einwohnern (Stand 1. Jänner 2024). Die Gemeinde liegt im Gerichtsbezirk Vöcklabruck.

## Geografie
Pitzenberg  liegt auf 445 m Höhe im Hausruckviertel. Die Ausdehnung beträgt von Nord nach Süd 3,3 km, von West nach Ost 3,1 km. Die Entwässerung erfolgt durch den Staiger Bach, der bei Schwanenstadt in die Ager mündet. Die Gemeinde hat eine Fläche von sechs Quadratkilometer. Davon sind fast sechzig Prozent landwirtschaftliche Nutzfläche, ein Drittel ist bewaldet.

### Gemeindegliederung
Das Gemeindegebiet umfasst folgende Ortschaften (in Klammern Einwohnerzahl Stand 1. Jänner 2024):
- Aich (72)
- Höck (187)
- Litzing (46)
- Pitzenberg (126)
- Pitzenbergholz (147)

### Nachbargemeinden
|           | Atzbach                                     |                             |
| Rutzenham | Kompassrose, die auf Nachbargemeinden zeigt |                             |
|           |                                             | Oberndorf bei Schwanenstadt |

## Geschichte
Die Besiedlung der Orte Pitzenberg und Litzing erfolgte vermutlich in der Zeit vom 6. bis zum 8. Jahrhundert durch die Bajuwaren, die übrigen Orte dürften erst nach der Jahrtausendwende besiedelt worden sein. Erstmals urkundlich erwähnt wurde Putzenberg (Pitzenberg)  in den Jahren 1188 und 1193. Die Herren von Putzenberg hatten ihr Landgut voraussichtlich beim heutigen Niedermayrgut, was die dortige Auffindung eines Erdstalles wahrscheinlich macht. Auch der Bau der ersten Kirche fällt in die Zeit der Herrschaft der Putzenberger.
Ursprünglich im Ostteil des Herzogtums Bayern liegend, gehörte der Ort seit dem 12. Jahrhundert zum Herzogtum Österreich. Seit 1490 wird er dem Fürstentum Österreich ob der Enns zugerechnet.
Während der Napoleonischen Kriege war der Ort mehrfach besetzt.
Seit 1918 gehört der Ort zum Bundesland Oberösterreich. Nach dem Anschluss Österreichs an das Deutsche Reich am 13. März 1938 gehörte der Ort zum Gau Oberdonau. Nach 1945 erfolgte die Wiederherstellung Oberösterreichs.
Die Gemeinde war bis Ende 2004 Teil des Gerichtsbezirks Schwanenstadt und wurde per 1. Jänner 2005 Teil des Gerichtsbezirks Vöcklabruck.

### Einwohnerentwicklung
1991 hatte die Gemeinde laut Volkszählung 467 Einwohner, 2001 dann 495 Einwohner und 2020 über 520 Einwohner.

## Kultur und Sehenswürdigkeiten

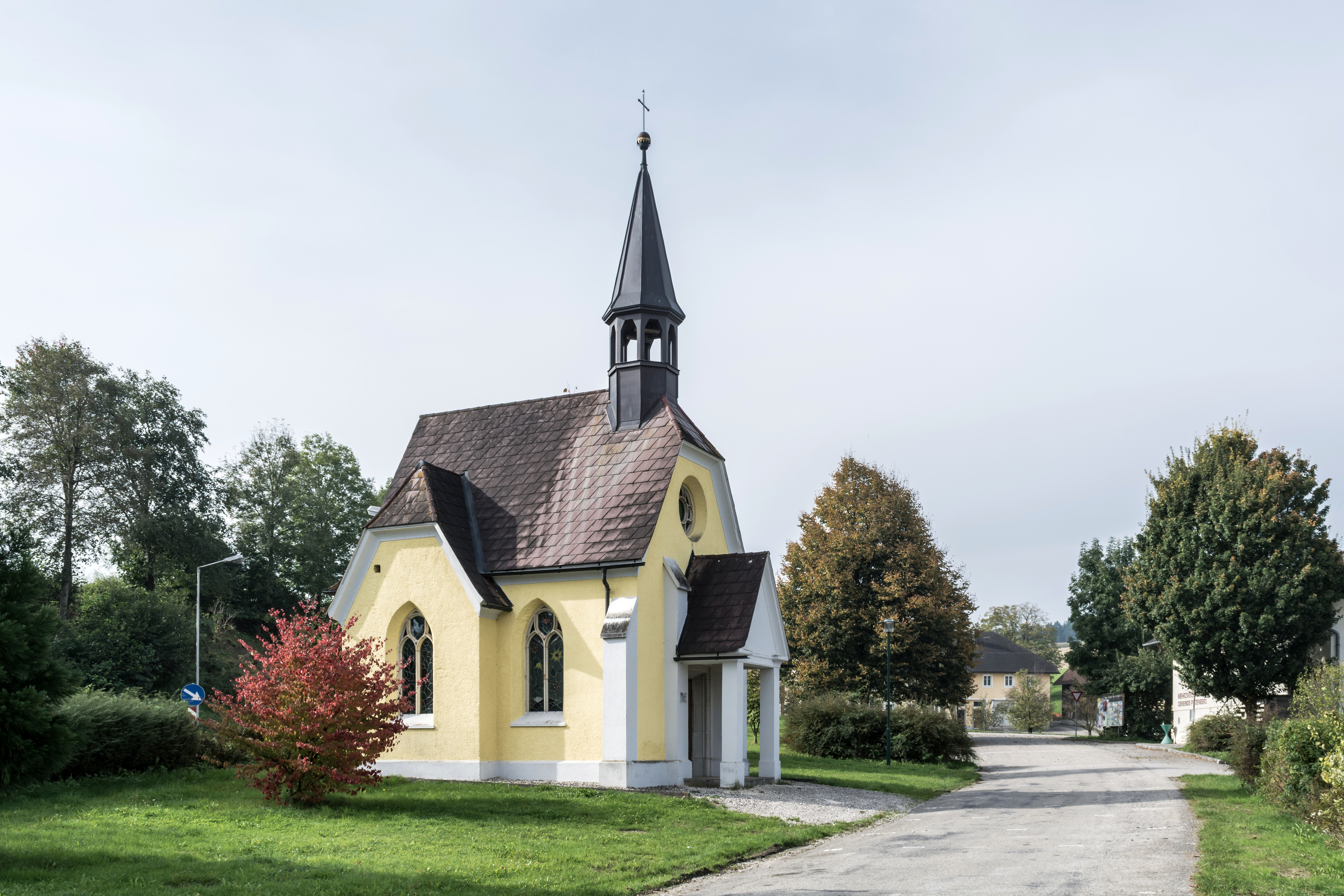
Wattmayrkapelle

- Gemeindekapelle
- Wattmayrkapelle

## Wirtschaft und Infrastruktur
Pitzenberg ist eine landwirtschaftlich geprägte Gemeinde. Im Jahr 2010 gab es 14 landwirtschaftliche Betriebe, von denen zwölf im Haupt- und zwei im Nebenerwerb geführt wurden. Im Produktionssektor waren sechs Erwerbstätige beschäftigt, drei in der Bauwirtschaft, zwei in der Energieversorgung und einer im Bereich Herstellung von Waren. Der größte Arbeitgeber im Dienstleistungssektor war der Handel. Er beschäftigte 23 der 28 Erwerbstätigen.
Von den 280 Erwerbstätigen, die 2011 in Pitzenberg lebten, arbeiteten 40 in der Gemeinde, 85 Prozent pendelten aus.

## Politik
Aus Kostengründen hat sich Pitzenberg mit den Nachbargemeinden Pühret, Rutzenham und Oberndorf bei Schwanenstadt zu einer Verwaltungsgemeinschaft zusammengeschlossen. Das gemeinsame Gemeindeamt befindet sich in Oberndorf. Im Zuge dieser Kooperation wurde ebenfalls ein gemeinsamer Bauhof für die vier Gemeinden errichtet, der in Rutzenham untergebracht ist. Aufgrund einer Initiativprüfung des Sparpotentials empfahl der Landesrechnungshof 2015, eine Fusionierung der vier Gemeinden anzudenken.

### Gemeinderat
Der Gemeinderat hat 13 Mitglieder.
- Mit den Gemeinderats- und Bürgermeisterwahlen in Oberösterreich 1997 hatte der Gemeinderat folgende Verteilung: 7 ÖVP, 3 SPÖ und 3 FPÖ.
- Mit den Gemeinderats- und Bürgermeisterwahlen in Oberösterreich 2003 hatte der Gemeinderat folgende Verteilung: 7 ÖVP, 4 SPÖ und 2 FPÖ.
- Mit den Gemeinderats- und Bürgermeisterwahlen in Oberösterreich 2009 hatte der Gemeinderat folgende Verteilung: 7 ÖVP, 3 FPÖ und 3 SPÖ.
- Mit den Gemeinderats- und Bürgermeisterwahlen in Oberösterreich 2015 hatte der Gemeinderat folgende Verteilung: 6 ÖVP, 4 SPÖ und 3 FPÖ.
- Mit den Gemeinderats- und Bürgermeisterwahlen in Oberösterreich 2021 hat der Gemeinderat folgende Verteilung: 7 ÖVP, 2 GRÜNE, 2 FPÖ und 2 SPÖ.[7]

### Bürgermeister
Bürgermeister seit 1850 waren:
- 1850–1855 Mathias Binder
- 1855–1858 Joseph Wagner
- 1858–1861 Mathias Mayr
- 1861–1864 Mathias Pötzelberger
- 1864–1867 Karl Mayr
- 1867–1870 Johann Hüttmaier
- 1870–1873 Josef Wagner
- 1873–1876 Anton Baldinger
- 1876–1879 Josef Wagner
- 1879–1882 Franz Sterrer
- 1882–1885 Franz Gassner
- 1885–1891 Michael Neidl
- 1891–1897 Josef Wagner
- 1897–1900 Anton Baldinger
- 1900–1903 Tobias Prötsch
- 1903–1906 Karl Kroiss
- 1906–1919 Mathias Mair
- 1919–1931 Balthasar Stürzenbaum
- 1931–1938 Alois Mayr
- 1938–1939 Johann Humer
- 1939–1944 Josef Haböck
- 1944–1945 Heinrich Mair
- 1945–1949 Tobias Prötsch
- 1949–1955 Josef Hechfellner
- 1955–1983 Franz Quirchmayr-Katerl
- 1983–1986 Franz Quirchmayr-Katerl jun.
- 1986–1996 Josef Hechfellner
- 1996–2010 Gustav Höchsmann (ÖVP)
- seit 2011 Franz Haghofer (ÖVP)

### Gemeindewappen
Folgendes Wappen wurde der Gemeinde 1981 verliehen: Zwischen von zwei schwarzen, gestürzten und mit den Schneiden einwärts gekehrten Senseneisen gebildeten Flanken in Gold auf einem grünen Dreiberg ein grüner Nadelbaum.
Der Berg weist auf den Ortsnamen hin, der Baum steht für den Waldreichtum und die Sense für die Bedeutung der Landwirtschaft.

## Persönlichkeiten

### Ehrenbürger der Gemeinde
- 1983: Franz Quirchmayr-Katerl, ehemaliger Bürgermeister von Pitzenberg (1955–1986), Oberösterreichischer Landtagsabgeordneter (1961–1973).[9]
- 2016: Gustav Höchsmann, Altbürgermeister von Pitzenberg[10]